# Delta (hop)
Delta is een hopvariëteit, gebruikt voor het brouwen van bier.
Deze hopvariëteit is een “aromahop”, bij het bierbrouwen voornamelijk gebruikt vanwege zijn aromatische eigenschappen. De variëteit werd ontwikkeld in de Verenigde Staten door het Hopsteiner Breeding Program en op de markt gebracht in 2009. De soort is een kruising tussen Fuggle en een mannelijke variant afgeleid van de hopvariëteit Cascade.

## Kenmerken
- Alfazuur: 5,5 – 7%
- Bètazuur: 5,5 – 7%
- Eigenschappen: floraal en aarde-aroma